# Budai Polgár
A Budai Polgár Budapest II. kerületi önkormányzatának lapja. Megjelenik kéthetente, 50 ezer példányban. Kiadja a Budai Polgár Nonprofit kft.

## Tartalmi ismertető
A lap rendszeresen tájékoztat a közgyűlésen történtekről, az önkormányzat fontosabb határozatairól, a városrész lakóit érintő intézkedésekről, területrendezési és beépítési tervekről, a közbiztonság és a közlekedés helyzetéről; tárgyilagos hangnemben szól a képviselők közötti vitákról. Gyakran foglalkozik a kerület oktatási, kulturális, egészségügyi intézményeinek életével, ismerteti programjaikat, esetleges gondjaikat.
Alkalmanként egészoldalas interjúkat közöl a kerületben lakó közismert személyiségekkel, művészekkel, tudósokkal, sportolókkal. Helytörténeti állandó rovata sok, mára elfeledett eseményt elevenít fel, bemutatja az egyes utcák, terek, épületek történetét.